# Melik Somchjanc
Melik Somchjanc (ur. 1900 w Gruzji, zm. 1979) – Ormianin, oficer kontraktowy Wojska Polskiego i Polskich Sił Zbrojnych, uczestnik walk o Tobruk i Monte Cassino.

## Życiorys
Był Ormianinem, urodzonym w Gruzji. Młode lata spędził w Tbilisi (ówczesny Tyflis). W wieku 16 lat zaciągnął się do Legionu Ormiańskiego i w 1918 roku brał udział w walkach pomiędzy Turcją a zrewoltowanymi oddziałami rosyjskimi na Kaukazie. Po zakończeniu walk przedostał się do Polski. Od 4 sierpnia 1921 do 7 lipca 1922 był uczniem Szkoły Podchorążych, a od 10 sierpnia 1922 do 3 czerwca 1923 uczniem Oficerskiej Szkoły Piechoty (I promocja). Był kapitanem piechoty służby kontraktowej. W marcu 1939 pełnił służbę w 6 pułku strzelców podhalańskich w Samborze na stanowisku dowódcy 2 kompanii karabinów maszynowych.
Podczas kampanii wrześniowej 1939 dowodził batalionem w Ośrodku Zapasowym 22 Dywizji Piechoty Górskiej. Walczył w rejonie Miechowa, Racławic i Buska. Wobec przewagi Niemców, przedostał się wraz z oddziałem na Węgry, gdzie został internowany. Stamtąd, wraz z grupą ok. 250 polskich żołnierzy przedostał się do Syrii, by wstąpić w szeregi Samodzielnej Brygady Strzelców Karpackich. Po klęsce Francji wraz z Brygadą przeszedł do Palestyny. Brał udział w walkach o Tobruk w 1941 roku, podczas których dowodził kompanią karabinów maszynowych. Po walkach w Afryce został awansowany do stopnia majora. Po przeformowaniu Brygady w 3 Dywizję Strzelców Karpackich w jej szeregach brał udział w kampanii włoskiej. Podczas bitwy o Monte Cassino dowodził 4 Batalionem Strzelców Karpackich (po śmierci ppłk. Karola Fanslaua). Następnie, w sierpniu 1944 po przekazaniu dowództwa batalionu mjr. Andrzejowi Racięskiemu został oddelegowany do bazy 2 Korpusu Polskiego na terenie Włoch, gdzie formowano m.in. 3 Brygadę Strzelców Karpackich. Po rozformowaniu Polskich Sił Zbrojnych na Zachodzie nie powrócił do Polski, zamieszkując w Wielkiej Brytanii.
Melik Somchjanc miał żonę Władysławę oraz syna Zbigniewa Artasheza.

## Upamiętnienie i odznaczenia
Postać mjr. Melik Somchjanca pojawia się na kartach trzytomowego reportażu Melchiora Wańkowicza „Bitwa o Monte Cassino”. 
Za swe zasługi został odznaczony Orderem Virtuti Militari nr 8626